# Félörökzöld növény
A félörökzöld, néha féllombhullató kifejezést azokra az évelő növényekre használják, melyek viselkedésükben átmenetet képeznek az örökzöld és a lombhullató növények között. Ezek általában olyan, enyhe éghajlathoz szokott fák, amelyek enyhébb teleken lombjukat megtartják, de egy-egy különösen hideg őszön lehullajtják a leveleiket, mintha csak lombhullatók lennének.
Félörökzöldnek nevezhetik azokat a növényeket is, melyek a lombhullató növényekhez hasonlóan elveszítik leveleiket, de nagyon kevés idő telik el a régi levelek lehullatása és az újak rügyezése között. Ez a jelenség főleg trópusi és szubtrópusi fáknál fordul elő, mint pl. a Mimosa bimucronata.

## Fordítás
- Ez a szócikk részben vagy egészben  a   Semi-deciduous című angol Wikipédia-szócikk ezen változatának fordításán alapul.  Az eredeti cikk szerkesztőit annak laptörténete sorolja fel. Ez a jelzés csupán a megfogalmazás eredetét és a szerzői jogokat jelzi, nem szolgál a cikkben szereplő információk forrásmegjelöléseként.